# Unione Sportiva Poggibonsi 2012-2013
Questa pagina raccoglie le informazioni riguardanti l'Unione Sportiva Poggibonsi nelle competizioni ufficiali della stagione 2012-2013.

## Rosa
| N. |                   | Ruolo | Calciatore         |  |
| -- | ----------------- | ----- | ------------------ |  |
|    | Italia (bandiera) | C     | Alessio Ambrogetti |  |
|    | Italia (bandiera) | A     | Niko Bianconi      |  |
|    | Italia (bandiera) | C     | Mirko Bronchi      |  |
|    | Italia (bandiera) | C     | Gianmarco Cicali   |  |
|    | Italia (bandiera) | A     | Nicola Del Bosco   |  |
|    | Italia (bandiera) | D     | Emilio Dierna      |  |
|    | Italia (bandiera) | C     | Luca Giunchi       |  |
|    | Italia (bandiera) | C     | Marco Ilari        |  |
|    | Italia (bandiera) | C     | Federico Mazzolli  |  |
|    | Italia (bandiera) | P     | Pietro Menegatti   |  |
|    | Italia (bandiera) | C     | Mike Miniati       |  |
|    | Italia (bandiera) | D     | Alfredo Moscarino  |  |

| N. |                   | Ruolo | Calciatore             |
| -- | ----------------- | ----- | ---------------------- |
|    | Italia (bandiera) | D     | Aniello Panariello     |
|    | Italia (bandiera) | D     | Daniele Paparusso      |
|    | Italia (bandiera) | C     | Giovanni Passiglia     |
|    | Italia (bandiera) | A     | Manuel Pera            |
|    | Italia (bandiera) | P     | Nicolò Rosignoli       |
|    | Italia (bandiera) | C     | Elia Roveredo          |
|    | Italia (bandiera) | D     | Davide Salvatori       |
|    | Italia (bandiera) | A     | Filippo Maria Scardina |
|    | Italia (bandiera) | D     | Andrea Scicchittano    |
|    | Italia (bandiera) | C     | Andrea Settembrini     |
|    | Italia (bandiera) | D     | Lorenzo Tafi           |
|    | Italia (bandiera) | P     | Cesare Vernazza        |